# 16 lunes
16 lunes (Beautiful Creatures en version originale) est un roman du genre Southern Gothic écrit par les autrices américaines Kami Garcia et Margaret Stohl. Il raconte l'histoire d'Ethan, un jeune adolescent qui tombe amoureux d'une jeune fille mystérieuse arrivée depuis quelque temps dans sa petit ville, Gatlin.
Le livre a connu un très grand succès chez les adolescents lors de sa sortie et a été adapté au cinéma en 2013 sous le nom de Sublimes Créatures.

## Résumé
Ethan Wate, un jeune lycéen, mène une existence ennuyeuse dans une petite ville du sud des États-Unis. Cependant, des phénomènes inexplicables se produisent coïncidant avec l’arrivée d’une nouvelle élève, Lena Duchannes. Malgré les soupçons et l’antipathie du reste de la ville envers Lena, Ethan est intrigué par cette mystérieuse jeune fille et se rapproche d’elle.
Il découvre que Lena est une enchanteresse, un être doué de pouvoirs surnaturels, dont la famille cache un terrible secret.  Malgré l’attirance qu’ils éprouvent l’un pour l’autre, ils vont devoir faire face à une grande épreuve. Comme les autres membres de sa famille, Lena saura à ses seize ans si elle est vouée aux forces bénéfiques de la Lumière ou à la puissance maléfique des Ténèbres…

## Livre de la série
Le deuxième tome de cette saga, qui est sorti le 17 novembre 2010, est intitulé 17 lunes (Beautiful Darkness en version anglaise). Cette fois-ci, pendant l'année, Ethan verra de façon impuissante Lena s'éloigner de plus en plus de lui à cause de l'évènement tragique survenu lors de son anniversaire.
Le troisième tome de cette saga, qui est sorti le 20 octobre 2011, est intitulé 18 lunes (Beautiful Chaos en version anglaise). Cette fois, Gatlin et ses habitants subiront un changement post-apocalyptique dû à l'autre évènement du dix-septième anniversaire de Lena.
Le quatrième et dernier tome est sorti le 23 octobre 2012 et s'intitule 19 lunes (Beautiful Redemption en version anglaise).
Une nouvelle, Sublimes Lunes, est sortie le 2 mai 2013. Elle raconte la transformation de Link en incube et se situe chronologiquement entre les tomes 2 et 3.
Le premier film n'ayant pas été bien accueilli par la critique, les suites n'ont pas été adaptées au cinéma.

## Personnages
- Ethan Lawson Wate est un lycéen de 16 ans et vit dans la petite ville fictive de Gatlin, en Caroline du Sud.
- Lena Duchannes est une enchanteresse et apparait dans un rêve d'Ethan avant son arrivée à Gatlin.
- Wesley Lincoln, un humain surnommé Link, est né à Gatlin. Il est le meilleur ami de Ethan depuis le jardin d'enfant. Ils partagent ensemble une passion pour le basket.
- Sarafine Duchannes, la mère de Lena, est l'une des plus puissantes enchanteresse des ténèbres. Son pouvoir consiste à changer de corps. Autrefois, elle s'appelait Izabel et était une enchanteresse de la Lumière. Cependant, lors de la nuit de son appel, elle fut victime de la malédiction pesant sur sa famille et fut alors appelée par les Ténèbres.
- Macon Melchizedek Ravenwood, l'oncle de Lena, est un incube et vit reclus dans sa demeure à l'écart de la ville. Il est surnommé Le Vieux Fou de Ravenwood.
- Genevieve Duchannes, ancêtre de Lena, est une enchanteresse de la Lumière, puis des Ténèbres. Elle s'est fiancé en secret avec Ethan Carter Wate.
- Ethan Carter Wate, ancêtre d'Ethan Lawson Wate, a été fiancé en secret avec Genevieve Duchannes.
- Ridley Duchannes, est une enchanteresse Sirène des Ténèbres. Elle a grandi auprès de Lena, sa cousine chez sa grand-mère Emmaline.
- Mitchell Wate est le père d'Ethan.
- Amarie "Amma" Treadeau est une voyante qui peut faire appel aux esprits de ses ancêtres. Elle est également la nounou d'Ethan Wate.
- Marian Ashcroft est la meilleure amie de la mère d'Ethan. Elle dirige la bibliothèque de la Lunae Libri. À la mort de Lilia Evers Wate, elle en devient la gardienne.